# Орламюнде
Орламюнде (нім. Orlamünde) — місто в Німеччині, розташоване в землі Тюрингія. Входить до складу району Заале-Гольцланд. Складова частина об'єднання громад Зюдліхес-Заалеталь.
Площа — 7,58 км2. Населення становить 1073 ос. (станом на 31 грудня 2021).

## Галерея

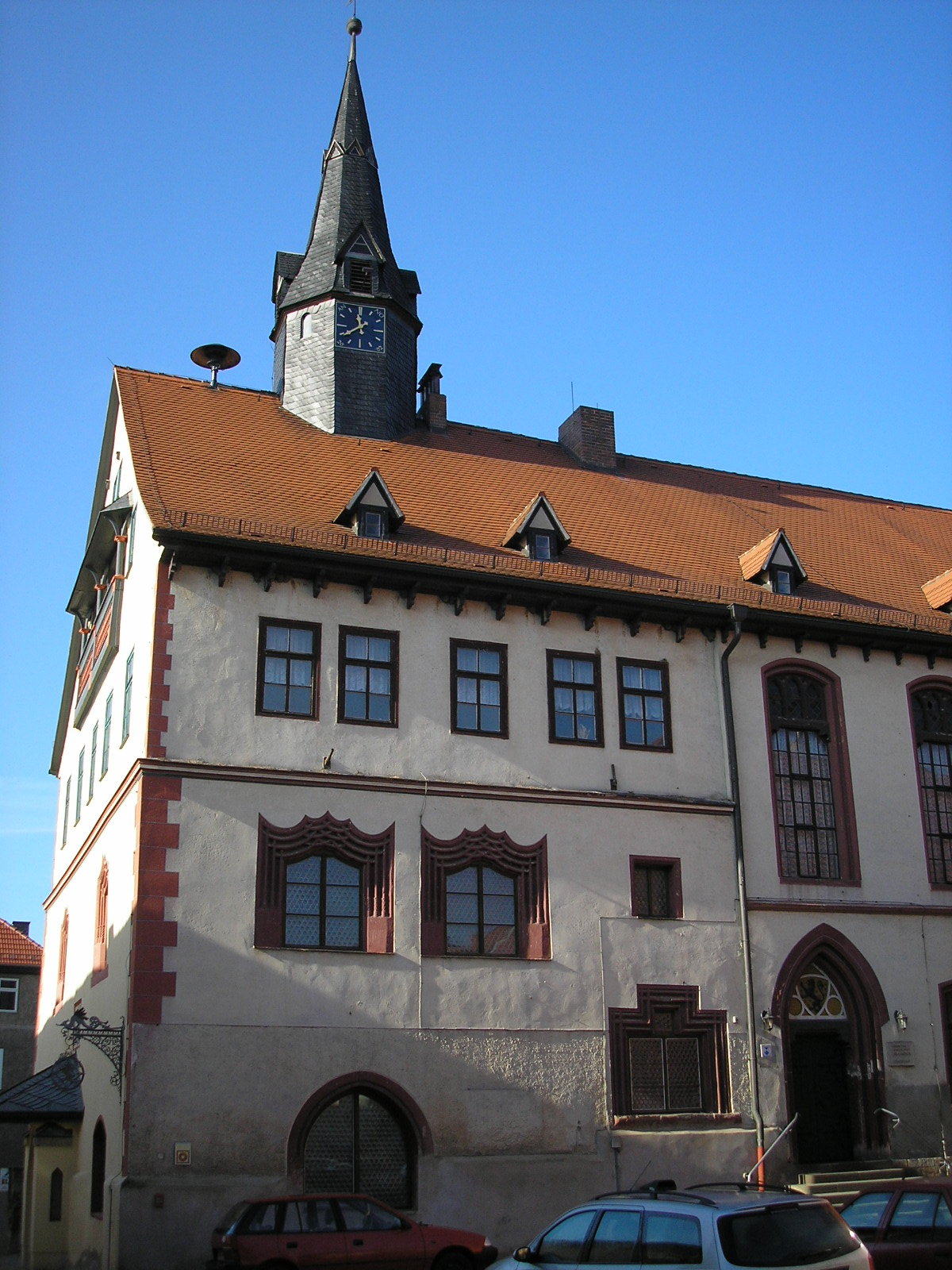
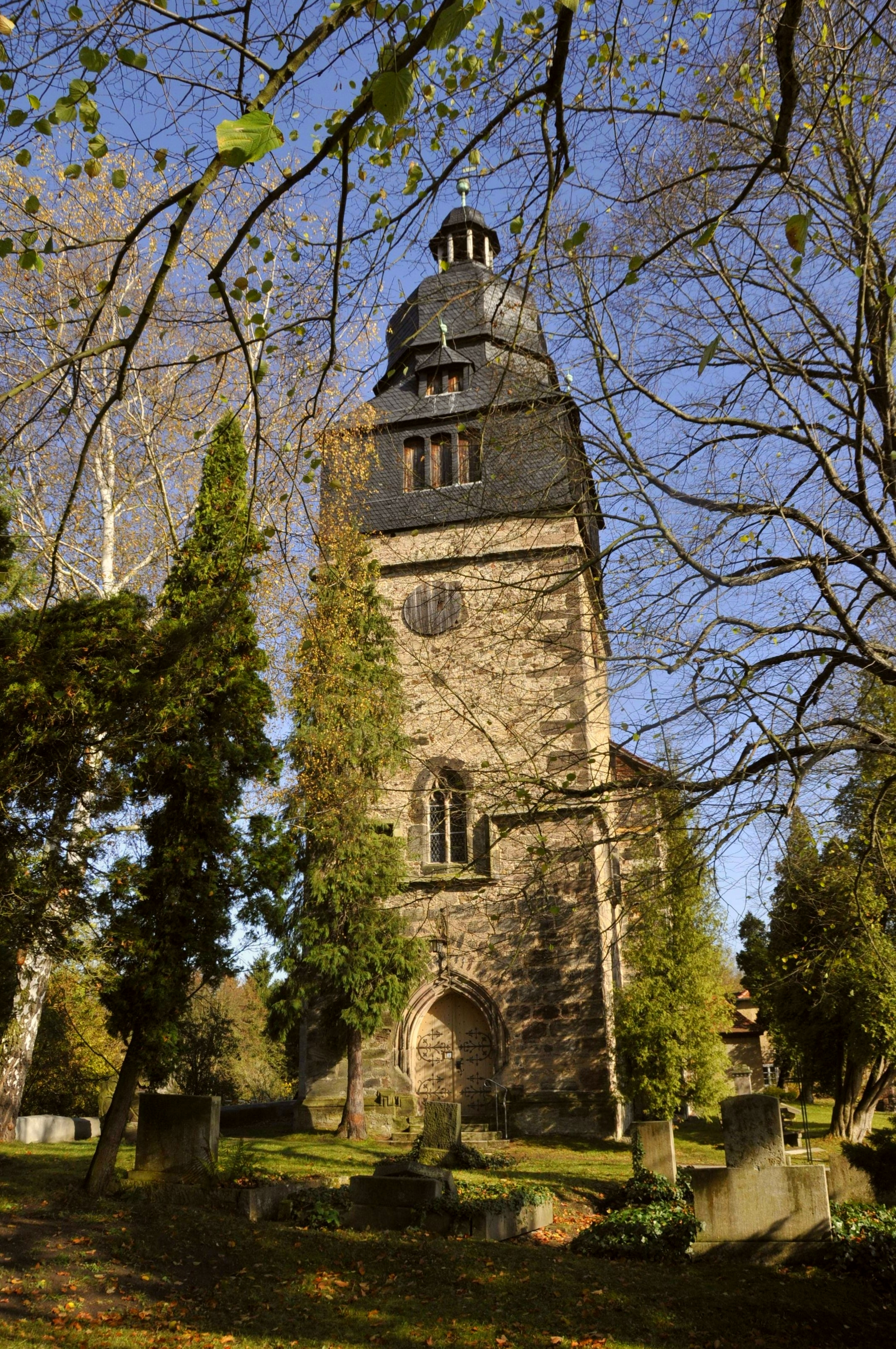
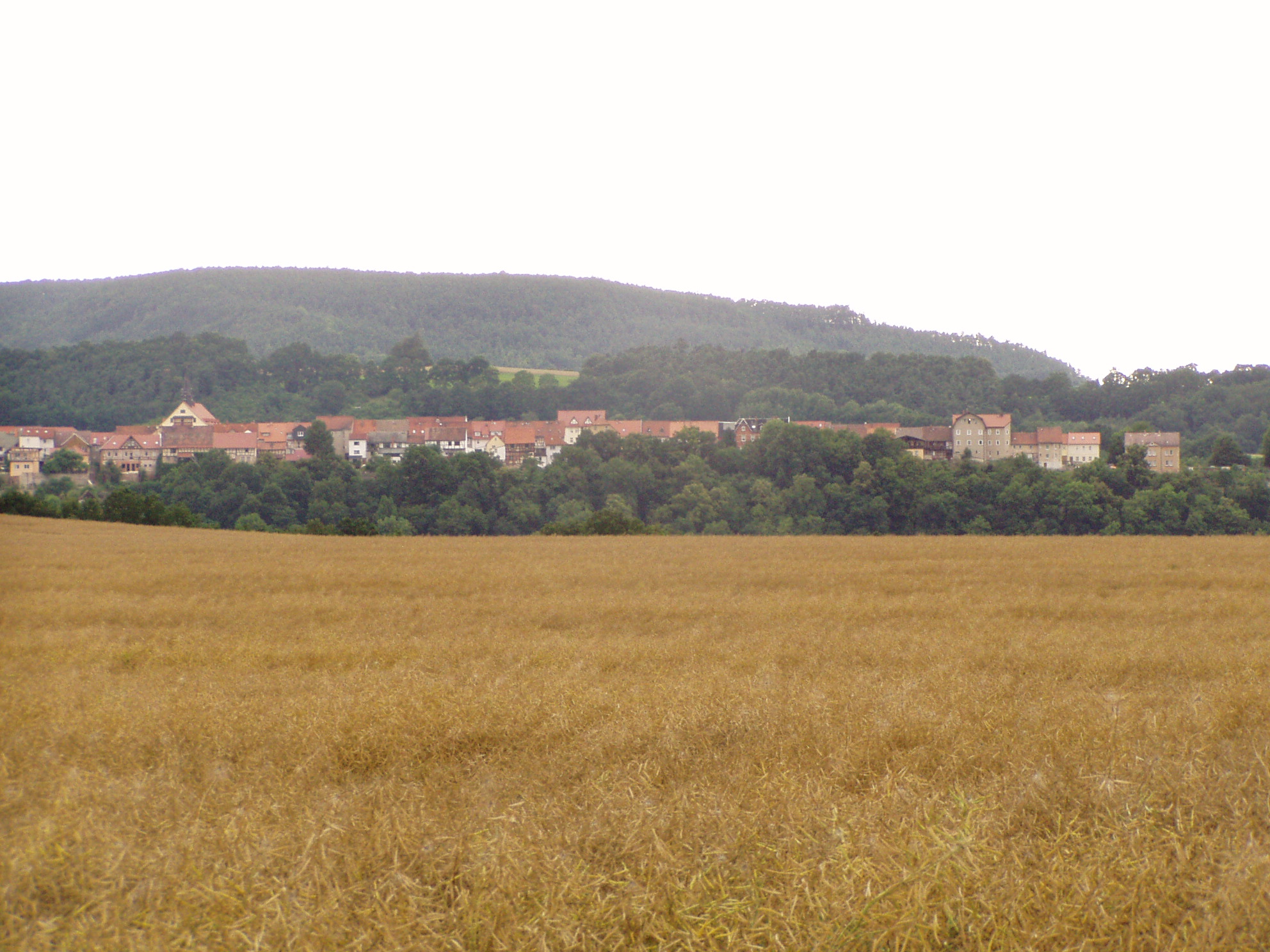